# Mariya Baklakova
Mariya Baklakova (Мария Баклакова) née le 14 mars 1997 à Tchaïkovski, est une nageuse russe, spécialiste de la nage libre.

## Carrière
En juillet 2012, à Anvers, Mariya Baklakova remporte 5 titres aux Championnats d'Europe juniors de natation 2012 sur (100 mètres nage libre, 200 mètres nage libre, 4 × 100 mètres nage libre, 4 × 200 mètres nage libre et 4 × 100 mètres 4 nages).
Avec ces performances, alors qu'elle n'a que 15 ans, l'équipe de Russie la sélectionne pour participer aux Jeux olympiques de 2012 à Londres, dans le relais 4 × 200 mètres nage libre, qui ne parvient pas à se qualifier pour la finale.

## Palmarès

### Championnats du monde
- Championnats du monde juniors 2013 à Dubaï ( Émirats arabes unis) :
  -  Médaille d'or sur 4 × 100 m nage libre
  -  Médaille d'argent sur 200 m nage libre
  -  Médaille de bronze sur 4 × 200 m nage libre
  -  Médaille de bronze sur 4 × 100 m nage libre mixte

### Championnats d'Europe
- Championnats d'Europe juniors 2012 à Anvers ( Belgique) :
  -  Médaille d'or sur 100 m nage libre
  -  Médaille d'or sur 200 m nage libre
  -  Médaille d'or sur 4 × 100 m nage libre
  -  Médaille d'or sur 4 × 200 m nage libre
  -  Médaille d'or sur 4 × 100 m 4 nages
- Championnats d'Europe juniors 2013 à Poznań ( Pologne) :
  -  Médaille d'or sur 100 m nage libre
  -  Médaille d'or sur 200 m nage libre
  -  Médaille d'or sur 4 × 100 m nage libre
  -  Médaille d'or sur 4 × 200 m nage libre
  -  Médaille d'or sur 4 × 100 m 4 nages
  -  Médaille d'or sur 4 × 100 m nage libre mixte